# Stilpon praelusio
Stilpon praelusio är en tvåvingeart som först beskrevs av Walker 1835.  Stilpon praelusio ingår i släktet Stilpon och familjen puckeldansflugor. Inga underarter finns listade i Catalogue of Life.